# ルーズベルト島

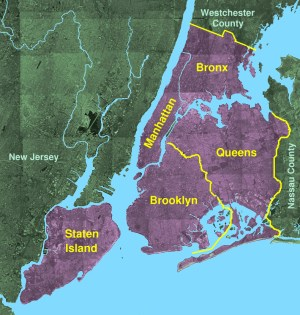
マンハッタンとクイーンズの間の細長い島がルーズベルト島

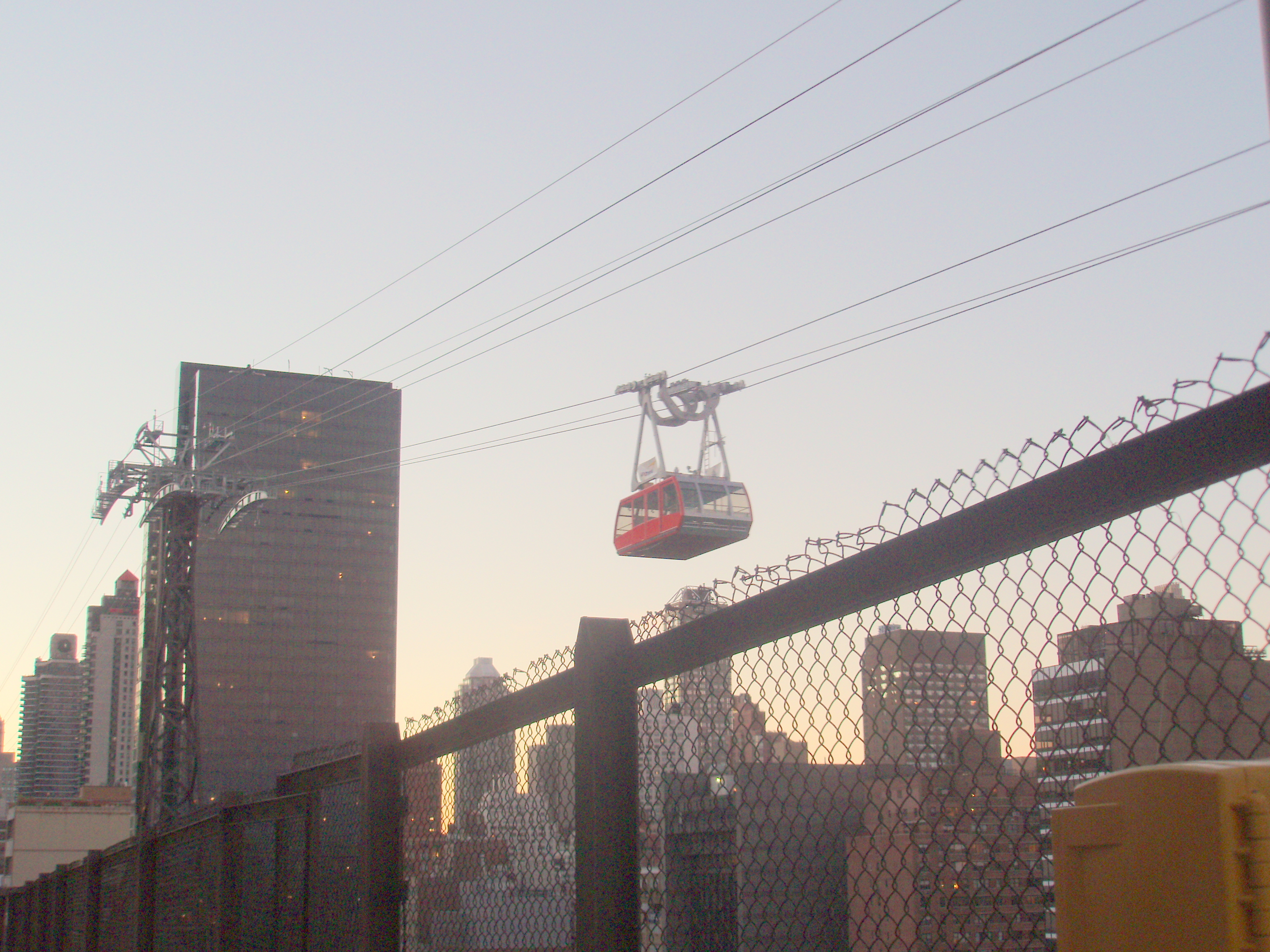
ルーズヴェルト・アイランド・トラムウェイ

ルーズベルト島（ルーズベルトとう、英語: Roosevelt Island）は、アメリカ合衆国ニューヨーク州ニューヨーク市マンハッタン区に属する、細長い小島である。マンハッタン島の東（おおよそ46丁目−85丁目の区間）、クイーンズの西、イースト川の中に位置する。名前はフランクリン・ルーズベルト大統領に由来する。

## 概要
この島は元々レナペ族によってMinnehanonckと呼ばれていた。ニュー・ネーデルランド時代はオランダ語でVarkens Eylandt（Hog Island、ホッグ島）、イギリス統治時代はBlackwell's Island（ブラックウェルズ島）と呼ばれていた。1921年から1971年の間は、Welfare Island（ウェルフェア島）と名前が変わり、最終的に1971年にフランクリン・ルーズベルト大統領にちなみ現在の名前に落ち着いた。
対岸を走るFDRドライブも同じくフランクリン・ルーズベルトに由来している。2012年には島の南側にフランクリン D. ルーズベルト・フォー・フリーダムズ・パークがオープンした。
島はニューヨーク市によって所有されていたが、1969年以降99年にわたってニューヨーク州都市開発公社に貸し出されている。多様な民族の人が住んでおり、他民族共生のモデル地区的な面も兼ねている。
2003年頃からルーズベルトアイランド駅周辺のメインストリートを中心に高級コンドミニアムが建設されている。マンハッタン島に比べ清潔な街並みとアッパー・イースト・サイドから公共交通機関でわずか5分の立地であるため大学や病院関係者、国連関係者の寮としても利用され、ルーズベルト島からマンハッタン島に通勤している人が多い。近年では、その治安と住環境の良さから家族連れの日本人駐在員が多く住んでいる。ここ数年はマンハッタン島と同程度まで家賃が上昇している。
桜の名所としても有名である。
また、島の南側に存在していた病院跡地にはニューヨーク市主導の「応用科学の能力を高め市の経済状況を転換することを目的としたプロジェクト」である「Applied Sciences NYC」が始動し、イスラエル工科大学およびコーネル大学の応用科学学科とエンジニアリング学科の新キャンパス(Cornell NYC Tech)が建設されることが決定している。その第一段階として、2017年までに、大学の新校舎、企業の共同建物、宿泊施設を伴った経営者教育センター、教職員と学生のための居住用建物が建設される。第二段階は、島の中央を通り抜ける中央歩道に沿っていくつかの関連施設が建設され2037年までに完成される予定である。現在、ルーズベルト島は先進的なシリコンアイランドへと変貌しつつある。

## 交通
- クイーンズボロ橋がルーズベルト島の上空を通過しているが、取り付け道路はなく、1955年まで車両を昇降させるエレベーターが運行されていた。
- ルーズベルト島とクイーンズのアストリアを結ぶルーズベルト・アイランド橋がある。（1955年開通）
- ルーズベルト島とマンハッタン島を結ぶルーズベルト・アイランド・トラムウェイ（ロープウェイ）がある。（1976年開業）
- ニューヨーク市地下鉄のF線のルーズベルト・アイランド駅がある。（1989年開業）

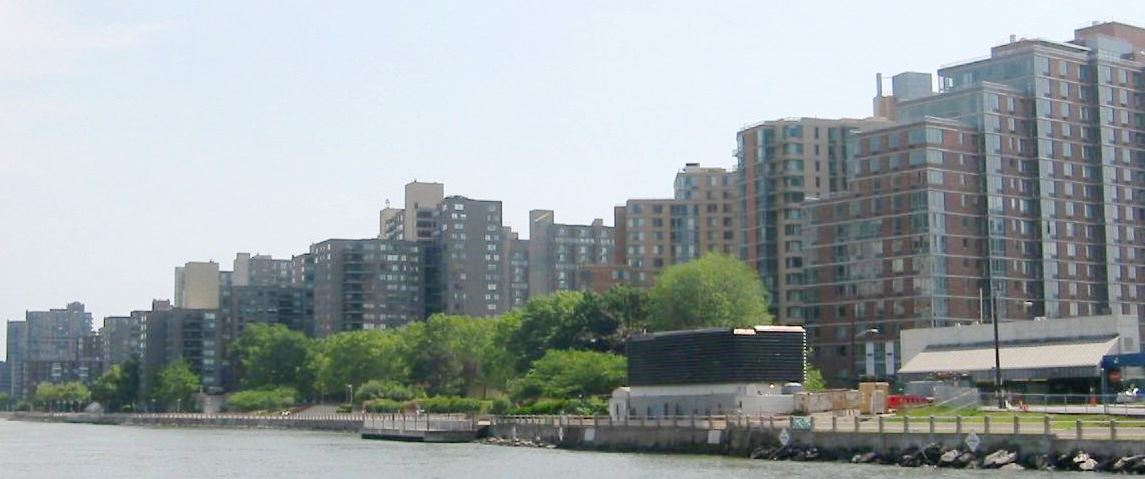
ルーズベルト島のコンドミニアム群